# Bloedbad van Kasika
Het Bloedbad van Kasika (Frans: Massacre de Kasika) vond plaats op 24 augustus 1998 in de dorpen Kasika, Kilungutwe, Kalama en Zokwe, gelegen in de chefferie Luindi van het territorium Mwenga in de provincie Zuid-Kivu, in het oosten van de Democratische Republiek Congo (DRC). Troepen van de Congolese Rally voor Democratie (RCD) en het Rwandese Patriottische Leger (RPA), voornamelijk bestaande uit Tutsi-strijdkrachten, namen deel aan deze tragische gebeurtenis waarbij meer dan 1.000 burgers omkwamen, voornamelijk behorend tot het Nyindu-volk. 
De herinnering aan dit bloedbad heeft diepe sporen nagelaten in het collectieve bewustzijn van de Congolese bevolking en blijft een invloedrijke factor voor prominente politici, mensenrechtenactivisten en organisaties die zich inzetten voor de mensenrechten.

## Achtergrond

### Eerste Congolese Burgeroorlog
Na de Rwandese genocide zochten aanzienlijke aantallen Hutu-rebellen, bekend als de 'Interahamwe', en Hutu-vluchtelingen hun toevlucht in de bossen rond verschillende plaatsen, waaronder Uvira, Walungu, Kabare, Kalehe, Shabunda, Goma, Rutchuru, Mugunga, Lac Vert, Masisi, Walikale, Tingi-Tingi, Amisi, Pangi, Kasongo en Kindu. In 1996, tijdens de Eerste Congolese Burgeroorlog, lanceerden het Rwandese Patriottische Leger (RPA) en de Alliantie van Democratische Krachten (AFDL), in samenwerking met gewapende groepen van Banyamulenge, operaties om de Hutu-milities en vluchtelingen op te sporen en te neutraliseren. Ook streefden ze naar de omverwerping van de regering van Mobutu Sese Seko, wiens regime de Tutsi's politiek buitensloot. Deze militaire campagne resulteerde in het verlies van talloze levens onder Rwandese en Burundese vluchtelingen, verspreid over verschillende locaties in de provincies Zuid- en Noord-Kivu. Zelfs de vluchtelingen die waren geïntegreerd in lokale gemeenschappen werden niet gespaard en werden het doelwit van aanvallen door de strijdkrachten van de RPA en AFDL.

### Tweede Congolese Burgeroorlog
De Tweede Congolese Burgeroorlog volgde op de verdrijving van Mobutu en bracht grootschalige schendingen en misbruiken tegen Congolese burgers van verschillende etnische groepen die in het oostelijke deel van de DRC woonden met zich mee. Gedurende deze tumultueuze periode probeerde de nieuwgevormde rebellengroep Congolese Rally voor Democratie (RCD), gesteund door Tutsi Rwandezen, de regering van Laurent-Désiré Kabila omver te werpen vanwege zijn weigering om de macht te delen met voormalige bondgenoten van de AFDL en RPA. 
De RCD-troepen kregen controle over grote delen van de provincie Zuid-Kivu, verdreven burgers en veroverden uiteindelijk een aanzienlijk deel van Mwenga. In reactie hierop ontstonden talrijke lokale defensiegroepen die gedreven werden door de dringende noodzaak om hun gemeenschappen te beschermen tegen de invallen van RCD- en RPA-troepen. Militante facties, waaronder de Mai-Mai, genoten sterke steun van de lokale bevolking en de regering van Kabila. 
Op 23 augustus 1998 werden in een hinderlaag opgezet door de Mai-Mai op de weg tussen Bukavu en Kindu ongeveer 20 RCD- en APR-troepen gedood, waardoor ze geen controle meer konden krijgen over het Mwenga-territorium.

## Aanval
Op 23 augustus 1998 voltrok zich een gruwelijke tragedie in Kasika, een dorp gelegen in de chefferie Luindi, ongeveer 108 kilometer verwijderd van Bukavu. Het Missionary International Service News Agency (MISNA), een rooms-katholiek persbureau gevestigd in Rome dat actief was in het gebied, was het eerste dat melding maakte van het bloedbad in december 1999. Volgens MISNA was de aanval een wraakactie van de RCD-troepen na een hinderlaag door elementen van de Mai-Mai in de chefferie Luindi, waar slachtoffers vielen op 23 augustus.
De volgende dag bestormden de RCD-troepen de katholieke parochie in Kasika, waarbij zevenendertig burgers omkwamen, waaronder de pastoor (abbé Stanislas), drie nonnen en parochianen. De gruweldaden zetten zich voort in omliggende gemeenschappen. Mwami Mubeza III, ook bekend als Naluindi Francis, het hoofd van Luindi, werd eveneens slachtoffer. Hij werd op brute wijze geliquideerd, waarbij zijn hart uit zijn borst werd gehaald en zijn hoofd werd afgehakt. Zijn zwangere vrouw Yvette Nyanghe en haar ongeboren tweeling werden eveneens op gruwelijke wijze gedood. In zijn woning werden nog eens 26 mensen geliquideerd.
De troepen van de RCD zetten hun slachtpartij voort in het huis van Mupali Zotos, een Griek die al jaren in Kasika woonde. Daar werden zes oudere vrouwen en vier arbeiders, waaronder een vrouw en drie mannen, neergeschoten. Ook in het bos nabij Kasika, waar de inwoners hun toevlucht hadden gezocht, voltrok zich een tragedie. In wat door de Lega-bevolking "Mangele" of "Tupiengenge" wordt genoemd, werden meer dan 400 mensen van alle leeftijden en geslachten afgeslacht, waaronder 27 leden van de familie van meester Kyalangalilwa, een advocaat die in Bukavu werkzaam was.
Terwijl ze naar Kilungutwe reisden, liquideerden de aanvallers 43 mensen en staken 50 anderen levend in brand in het dorp Zokwe. Bij aankomst in Kilungutwe, een dorp op 24 kilometer afstand van Kasika dat diende als centraal knooppunt voor de bevolking om voorraden te verkrijgen, zette de gruwel zich voort. Soldaten, geïdentificeerd als RPA en naar verluidt verbonden met de RCD, openden het vuur op de ongewapende menigte op het centrale marktplein, waarbij minstens 173 burgers omkwamen. Vervolgens dwongen ze de dorpelingen in groepen van 50 mensen van alle leeftijden om zich in hutten te verzamelen, waar ze werden afgeslacht.
Tijdens de 60 km lange tocht van Kasika naar Kilungutwe, die op 23 en 24 augustus door Kalama voerde, werden meer dan 1.000 burgers, waaronder mannen, vrouwen, kinderen en ouderen, op gruwelijke wijze geliquideerd, zoals gerapporteerd door het Mapping Report van de Verenigde Naties. Door de slechte veiligheidsomstandigheden en de onzekerheid over de bescherming van getuigen kon de exacte omvang van de vernietiging van huizen en andere infrastructuur niet worden geverifieerd.

## Nasleep
Het bloedbad in Kasika veroorzaakte diepgaande schok en verontwaardiging door het hele land, en leidde tot sterke veroordelingen van vooraanstaande oppositiepolitici. Internationaal erkende mensenrechtenorganisaties zoals de Verenigde Naties, Amnesty International en Human Rights Watch spraken zich krachtig uit tegen de gruweldaad. Kofi Annan betuigde zijn diepe bezorgdheid over de slachtoffers en beloofde voortdurende steun voor regionale initiatieven gericht op een staakt-het-vuren, terugtrekking van buitenlandse troepen en het bevorderen van democratische vrede in het land. Hij betreurde ook dat de bevindingen van het onderzoek naar het bloedbad nog niet openbaar waren gemaakt.
In reactie op de crisis vaardigde Laurent-Désiré Kabila een bevel uit voor de volledige evacuatie van de rebellen als voorwaarde voor een staakt-het-vuren. Er waren uiteenlopende perspectieven over de betrokkenheid van buitenlandse troepen. President Robert Mugabe van Zimbabwe beweerde dat Zimbabwaanse en Angolese troepen werden ingezet om Kabila's regime te steunen onder de auspiciën van de Zuid-Afrikaanse Ontwikkelingsgemeenschap (SADC). Nelson Mandela was het echter niet eens met Mugabe's besluit en stelde dat Mugabe niet de bevoegdheid had om troepen onder de SADC-vlag in te zetten. Mandela pleitte voor een vreedzame oplossing van het conflict. 
De regering van Kabila legde de schuld bij de Rwandese regering en verklaarde zich niet bereid deel te nemen aan onderhandelingen over een staakt-het-vuren totdat Rwandese en Oegandese troepen zich uit de DRC hadden teruggetrokken. Andre Kapanga, de ambassadeur van de DRC bij de Verenigde Naties, benadrukte het belang van de terugtrekking van troepen als voorwaarde voor een zinvolle dialoog over een staakt-het-vuren. De Verenigde Staten spraken via het Amerikaanse ministerie van Buitenlandse Zaken hun steun uit voor de inspanningen van de Zuid-Afrikaanse Ontwikkelingsgemeenschap om de crisis in de DRC op te lossen. Ze sloten zich aan bij het regionale initiatief en ondersteunden de poging om een einde te maken aan het conflict.

### Nyindu-volk
Het bloedbad liet diepe sporen na bij het Nyindu-volk, dat overspoeld werd door verdriet en trauma door het verlies van dierbaren en de verwoesting van hun levens. De gemeenschap nam juridische stappen om de daders ter verantwoording te roepen voor hun gruweldaden. Ze drongen er bij de Congolese autoriteiten op aan om de dieperliggende oorzaken van dit geweld aan te pakken en te streven naar betekenisvolle hervormingen, om de onderliggende problemen in de regio aan te pakken.
Kakozi Milenge, de directeur van een basisschool in de gemeenschap, herinnerde zich de donkere nacht die hun geschiedenis voorgoed veranderde. Hij zei:
"Het was een duistere nacht die de geschiedenis van ons land en ons volk transformeerde. We verloren onze hoop toen we zagen hoe de 'Mwami' (traditionele leider) en leden van het koninklijk hof werden uitgewist. Zoiets was nog nooit eerder gebeurd in onze stam. Het hart van ons land was bedroefd. Die nacht werden de Banyamulenge-soldaten onze grootste vijanden..." "Hoewel de tijd verstrijkt, hebben we geleerd te vergeven. Toch wachten we nog steeds af of enkele vertegenwoordigers van de Banyamulenge op een dag zullen komen en vergiffenis zullen vragen aan de leden van onze stam die bereid zijn hen te vergeven."
De gemeenschap sloot partnerschappen met lokale en internationale belangengroepen. Ze richtten ondersteunende netwerken op, boden adviesdiensten aan en initieerden empowerment-programma's om overlevenden te ondersteunen en te helpen bij de wederopbouw van hun verwoeste levens.